# Dawanégomdé (Komsilga)
Pour les articles homonymes, voir Dawanégomdé.
Dawanégomdé  est une localité située dans le département de Komsilga de la province du Kadiogo dans la région Centre au Burkina Faso. En 2006, cette localité comptait 785 habitants dont 51 % de femmes.

## Santé et éducation
Le centre de soins le plus proche de Dawanégomdé est le centre de santé et de promotion sociale (CSPS) de Komsilga tandis que les hôpitaux se trouvent à Ouagadougou.
Le village possède un centre d'alphabétisation.